# Carrera de la Mujer
La Carrera de la Mujer est une course à pied d'une distance de 12 kilomètres se déroulant tous les ans dans la ville de Bogota, en Colombie, et disputée exclusivement par des femmes. Créée en 2007, l'épreuve fait partie du circuit international des IAAF Road Race Label Events, dans la catégorie des « Labels d'or ».

## Palmarès
| Année | Athlète                | Nationalité | Temps | Notes | Réf.  |
| ----- | ---------------------- | ----------- | ----- | ----- | ----- |
| 2015  | Belaynesh Oljira       | Ethiopia    | 33:57 |       |       |
| 2014  | Belaynesh Oljira       | Ethiopia    | 33:52 |       |       |
| 2013  | Sylvia Kibet           | Kenya       | 42:11 | 12 km | [ 1 ] |
| 2012  | Veronica Nyaruai       | Kenya       | 41:06 | 12 km | [ 2 ] |
| 2011  | Belainesh Gebre (en)   | Ethiopia    | 40:46 | 12 km | [ 3 ] |
| 2010  | Yolanda Caballero (en) | Colombia    | 42:43 | 12 km | [ 4 ] |
| 2009  | Yolanda Fernández      | Colombia    | 42:36 | 12 km | [ 5 ] |
| 2008  | Yolanda Fernández      | Colombia    | 36:00 |       | [ 6 ] |
| 2007  | Yolanda Fernández      | Colombia    | 32:16 |       | [ 7 ] |